# 2017–2018-as UEFA Női Bajnokok Ligája
A 2017–2018-as UEFA Női Bajnokok Ligája a legrangosabb európai nemzetközi női labdarúgókupa, mely jelenlegi nevén 9., jogelődjeivel együttvéve 17. alkalommal került kiírásra. A döntőnek a kijevi Valerij Lobanovszkij Stadion adott otthont, két nappal a férfi döntő előtt, amely az Olimpiai Stadionban került megrendezésre.

## Résztvevők

### Nemzeti bajnokságok rangsora
A csapatok utóbbi öt évben (2011-15) nyújtott teljesítménye alapján, az UEFA rangsorba helyezi a női nemzeti bajnokságokat (ún. bajnokság-együttható). Ez alapján döl el, mely országok indíthatnak két csapatot a tornán, illetve, hogy a Főtáblán vagy a Selejtezőben kell-e csatlakoznia a mezőnyhöz egy csapatnak.
| Hely. | Szövetség     | Koeff. | CS |
| ----- | ------------- | ------ | -- |
| 1     | Németország   | 89.500 | 2  |
| 2     | Franciaország | 77.000 | 2  |
| 3     | Svédország    | 65.500 | 2  |
| 4     | Anglia        | 51.000 | 2  |
| 5     | Spanyolország | 41.500 | 2  |
| 6     | Oroszország   | 40.500 | 2  |
| 7     | Olaszország   | 38.500 | 2  |
| 8     | Dánia         | 38.500 | 2  |
| 9     | Csehország    | 35.000 | 2  |
| 10    | Ausztria      | 30.500 | 2  |
| 11    | Skócia        | 30.000 | 2  |
| 12    | Norvégia      | 28.500 | 2  |
| 13    | Svájc         | 28.000 | 1  |
| 14    | Hollandia     | 20.000 | 1  |
| 15    | Kazahsztán    | 19.000 | 1  |
| 16    | Ciprus        | 18.000 | 1  |
| 17    | Belgium       | 17.000 | 1  |
| 18    | Lengyelország | 16.500 | 1  |
| 19    | Izland        | 16.500 | 1  |

| Hely. | Szövetség           | Koeff. | CS |
| ----- | ------------------- | ------ | -- |
| 20    | Románia             | 16.000 | 1  |
| 21    | Szerbia             | 15.000 | 1  |
| 22    | Magyarország        | 13.500 | 1  |
| 23    | Finnország          | 13.000 | 1  |
| 24    | Törökország         | 11.500 | 1  |
| 25    | Írország            | 11.000 | 1  |
| 26    | Bosznia-Hercegovina | 11.000 | 1  |
| 27    | Portugália          | 10.500 | 1  |
| 28    | Litvánia            | 10.500 | 1  |
| 29    | Fehéroroszország    | 10.000 | 1  |
| 30    | Ukrajna             | 10.000 | 1  |
| 31    | Szlovénia           | 9.000  | 1  |
| 32    | Horvátország        | 9.000  | 1  |
| 33    | Görögország         | 8.500  | 1  |
| 34    | Izrael              | 8.000  | 1  |
| 35    | Bulgária            | 6.500  | 1  |
| 36    | Észtország          | 6.000  | 1  |
| 37    | Szlovákia           | 5.500  | 1  |

| Hely. | Szövetség      | Koeff. | CS     |
| ----- | -------------- | ------ | ------ |
| 38    | Észak-Írország | 3.000  | 1      |
| 39    | Feröer         | 3.000  | 1      |
| 40    | Macedónia      | 3.000  | 1      |
| 41    | Wales          | 2.000  | 1      |
| 42    | Albánia        | 1.500  | 1      |
| 43    | Lettország     | 1.000  | 1      |
| 44    | Montenegró     | 1.000  | 1      |
| 45    | Málta          | 0.500  | 1      |
| 46    | Moldova        | 0.000  | 1      |
| 47    | Luxemburg      | 0.000  | 1      |
| (NR)  | Grúzia         | 0.000  | 1      |
| (NR)  | Koszovó        | 0.000  | 1      |
| (NR)  | Andorra        | 0.000  | 0 (NI) |
| (NR)  | Örményország   | 0.000  | 0 (NI) |
| (NR)  | Azerbajdzsán   | 0.000  | 0 (NI) |
| (NR)  | Gibraltár      | 0.000  | 0 (NI) |
| (NR)  | Liechtenstein  | 0.000  | 0 (NI) |
| (NR)  | San Marino     | 0.000  | 0 (NI) |

Megjegyzés
- (NR) – Nincs rangsorolva
- (NI) – Nem indított csapatot a sorozatban

## Selejtezők
| Jelmagyarázat                                                                                |
| -------------------------------------------------------------------------------------------- |
| A csoportok első helyezettje bejutott a selejtező egyenes kieséses szakaszába.               |
| A csoportok legjobb második helyezettje is bejutott a selejtező egyenes kieséses szakaszába. |

### 1. csoport
| Csapat               | M | Gy | D | V | G+ | G– | Gk  | P |
| -------------------- | - | -- | - | - | -- | -- | --- | - |
| Gintra Universitetas | 3 | 3  | 0 | 0 | 13 | 1  | +12 | 9 |
| Konak Belediyespor   | 3 | 2  | 0 | 1 | 11 | 4  | +7  | 6 |
| Partizán Bardejov    | 3 | 1  | 0 | 2 | 4  | 9  | -5  | 3 |
| Martve               | 3 | 0  | 0 | 3 | 0  | 14 | -14 | 0 |

| 2017. augusztus 22. 15:00 |

| Konak Belediyespor                      | 5–0               | Martve |
| --------------------------------------- | ----------------- | ------ |
| Dușa 33' Hançar 35' 90+3' Çınar 41' 54' | (3–0) Jegyzőkönyv |        |

| Mikheil Meskhi Stadion–2, Tbiliszi Játékvezető: Sarah Garratt (angol) |

| 2017. augusztus 22. 17:00 |

| Gintra Universitetas                       | 4–0               | Partizán Bardejov |
| ------------------------------------------ | ----------------- | ----------------- |
| Coleman 22' 89' Alekperova 23' Čubrilo 37' | (3–0) Jegyzőkönyv |                   |

| David Petriashvili Stadion, Tbiliszi Játékvezető: Vesna Budimir (horvát) |

| 2017. augusztus 25. 15:00 |

| Gintra Universitetas                                                      | 6–0               | Martve |
| ------------------------------------------------------------------------- | ----------------- | ------ |
| Alekperova 5' Čubrilo 28' Vaitukaitytė 56' 79' Coleman 63' Veličkaitė 89' | (2–0) Jegyzőkönyv |        |

| Mikheil Meskhi Stadion–2, Tbiliszi Játékvezető: Hannelore Onsea (belga) |

| 2017. augusztus 25. 17:00 |

| Partizán Bardejov | 1–5               | Konak Belediyespor                   |
| ----------------- | ----------------- | ------------------------------------ |
| Bochinová 12'     | (1–3) Jegyzőkönyv | Çınar 9' Erol 30' Hançar 37' 61' 70' |

| David Petriashvili Stadion, Tbiliszi Játékvezető: Sarah Garratt (angol) |

| 2017. augusztus 28. 15:00 |

| Konak Belediyespor | 1–3               | Gintra Universitetas                           |
| ------------------ | ----------------- | ---------------------------------------------- |
| Hançar 54'         | (0–1) Jegyzőkönyv | Alekperova 40' 82' (11-esből) Vaitukaitytė 86' |

| David Petriashvili Stadion, Tbiliszi Játékvezető: Vesna Budimir (horvát) |

| 2017. augusztus 28. 17:00 |

| Martve | 0–3               | Partizán Bardejov            |
| ------ | ----------------- | ---------------------------- |
|        | (0–2) Jegyzőkönyv | Semanová 6' 48' Gasviani 34' |

| Mikheil Meskhi Stadion–2, Tbiliszi Játékvezető: Hannelore Onsea (belga) |

### 2. csoport
| Csapat                 | M | Gy | D | V | G+ | G– | Gk  | P |
| ---------------------- | - | -- | - | - | -- | -- | --- | - |
| CFF Olimpia Cluj       | 3 | 2  | 1 | 0 | 5  | 1  | +4  | 7 |
| Hibernian LFC          | 3 | 1  | 2 | 0 | 7  | 2  | +5  | 5 |
| WFC Zsitlobud-2 Harkov | 3 | 1  | 1 | 1 | 10 | 2  | +8  | 4 |
| Swansea City           | 3 | 0  | 0 | 3 | 0  | 17 | -17 | 0 |

| 2017. augusztus 22. 10:00 |

| Hibernian LFC                                             | 5–0               | Swansea City |
| --------------------------------------------------------- | ----------------- | ------------ |
| Small 11' Turner 18' Graham 42' (11-esből) 87' Hunter 48' | (3–0) Jegyzőkönyv |              |

| Kolozsvár Aréna, Kolozsvár Játékvezető: Julia-Stefanie Baier (osztrák) |

| 2017. augusztus 22. 17:00 |

| CFF Olimpia Cluj | 1–0               | WFC Zsitlobud-2 Harkov |
| ---------------- | ----------------- | ---------------------- |
| Carp 33'         | (1–0) Jegyzőkönyv |                        |

| Kolozsvár Aréna, Kolozsvár Játékvezető: Florence Guillemin (francia) |

| 2017. augusztus 25. 10:00 |

| WFC Zsitlobud-2 Harkov | 1–1               | Hibernian LFC |
| ---------------------- | ----------------- | ------------- |
| Malakhova 43'          | (1–0) Jegyzőkönyv | Graham 80'    |

| Kolozsvár Aréna, Kolozsvár Játékvezető: Julia-Stefanie Baier (osztrák) |

| 2017. augusztus 25. 17:00 |

| CFF Olimpia Cluj             | 3–0               | Swansea City |
| ---------------------------- | ----------------- | ------------ |
| Carp 28' Lunca 52' Voicu 58' | (1–0) Jegyzőkönyv |              |

| Kolozsvár Aréna, Kolozsvár Játékvezető: Ewa Augustyn (lengyel) |

| 2017. augusztus 28. 17:00 |

| Hibernian LFC | 1–1               | CFF Olimpia Cluj |
| ------------- | ----------------- | ---------------- |
| Graham 84'    | (0–1) Jegyzőkönyv | Lunca 5'         |

| Kolozsvár Aréna, Kolozsvár Játékvezető: Florence Guillemin (francia) |

| 2017. augusztus 28. 17:00 |

| Swansea City | 0–9               | WFC Zsitlobud-2 Harkov                                                                        |
| ------------ | ----------------- | --------------------------------------------------------------------------------------------- |
|              | (0–5) Jegyzőkönyv | Vasylyuk 2' Kalinina 6' Polyukhovych 20' 30' 90+4' Skorynina 44' 57' Djatel 55' Malakhova 60' |

| Kolozsvár Stadion, Kolozsvár Játékvezető: Ewa Augustyn (lengyel) |

### 3. csoport
| Csapat         | M | Gy | D | V | G+ | G– | Gk  | P |
| -------------- | - | -- | - | - | -- | -- | --- | - |
| AFC Ajax       | 3 | 3  | 0 | 0 | 11 | 1  | +11 | 9 |
| Standard Liège | 3 | 2  | 0 | 1 | 10 | 3  | +7  | 6 |
| Pärnu JK       | 3 | 1  | 0 | 2 | 3  | 4  | -1  | 3 |
| Rīgas FS       | 3 | 0  | 0 | 3 | 0  | 16 | -16 | 0 |

| 2017. augusztus 22. 11:00 |

| AFC Ajax                                                             | 6–0               | Rīgas FS |
| -------------------------------------------------------------------- | ----------------- | -------- |
| Van den Bighelaar 4' Van Dongen 45+1' 53' Spruntule 50' 74' Lūse 89' | (2–0) Jegyzőkönyv |          |

| Pärnu Rannastaadion, Pärnu Játékvezető: Ivana Martinčić (horvát) |

| 2017. augusztus 22. 19:00 |

| Standard Liège         | 2–0               | Pärnu JK |
| ---------------------- | ----------------- | -------- |
| Knapen 56' Gelders 69' | (0–0) Jegyzőkönyv |          |

| Pärnu Rannastaadion, Pärnu Játékvezető: Amy Rayner (angol) |

| 2017. augusztus 25. 11:00 |

| Standard Liège                                                                                         | 8–0               | Rīgas FS |
| --- | ----------------- | -------- |
| Marinucci 4' Gelders 19' (11-esből) 36' Wajnblum 26' Cranshoff 39' Hannecart 56' Dinon 62' Wolters 67' | (5–0) Jegyzőkönyv |          |

| Pärnu Rannastaadion, Pärnu Játékvezető: Karolina Radzik-Johan (lengyel) |

| 2017. augusztus 25. 17:00 |

| Pärnu JK         | 1–2               | AFC Ajax                        |
| ---------------- | ----------------- | ------------------------------- |
| Morkovkina 45+3' | (1–2) Jegyzőkönyv | Payne 17' Van den Bighelaar 31' |

| Pärnu Rannastaadion, Pärnu Játékvezető: Ivana Martinčić (horvát) |

| 2017. augusztus 28. 17:00 |

| AFC Ajax                                   | 3–0               | Standard Liège |
| ------------------------------------------ | ----------------- | -------------- |
| Van Lunteren 10' (11-esből) 25' Bakker 16' | (3–0) Jegyzőkönyv |                |

| Vändra Stadion, Vändra Játékvezető: Amy Rayner (angol) |

| 2017. augusztus 28. 17:00 |

| Rīgas FS | 0–2               | Pärnu JK                  |
| -------- | ----------------- | ------------------------- |
|          | (0–0) Jegyzőkönyv | Himanen 70' Bannikova 72' |

| Pärnu Rannastaadion, Pärnu Játékvezető: Karolina Radzik-Johan (lengyel) |

### 4. csoport
| Csapat           | M | Gy | D | V | G+ | G– | Gk | P |
| ---------------- | - | -- | - | - | -- | -- | -- | - |
| KKPK Medyk Konin | 3 | 2  | 1 | 0 | 6  | 2  | +4 | 7 |
| Shelbourne       | 3 | 1  | 2 | 0 | 3  | 1  | +2 | 5 |
| PK-35 Vantaa     | 3 | 1  | 1 | 1 | 2  | 2  | 0  | 4 |
| Linfield FC      | 3 | 0  | 0 | 3 | 2  | 8  | -6 | 0 |

| 2017. augusztus 22. 15:00 |

| KKPK Medyk Konin | 0–0               | Shelbourne |
| ---------------- | ----------------- | ---------- |
|                  | (0–0) Jegyzőkönyv |            |

| Seaview, Belfast Játékvezető: Sofia Karagiorgi (ciprusi) |

| 2017. augusztus 22. 20:30 |

| PK-35 Vantaa | 1–0               | Linfield FC |
| ------------ | ----------------- | ----------- |
| Collin 39'   | (1–0) Jegyzőkönyv |             |

| Seaview, Belfast Játékvezető: Marta Frias Acedo (spanyol) |

| 2017. augusztus 25. 15:00 |

| KKPK Medyk Konin                                   | 4–1               | Linfield FC |
| -------------------------------------------------- | ----------------- | ----------- |
| Dudek 8' Casidee 26' Gawrońska 36' Kindzierski 82' | (3–0) Jegyzőkönyv | Bell 73'    |

| Seaview, Belfast Játékvezető: Désirée Grundbacher (svájci) |

| 2017. augusztus 25. 20:30 |

| Shelbourne | 0–0               | PK-35 Vantaa |
| ---------- | ----------------- | ------------ |
|            | (0–0) Jegyzőkönyv |              |

| Seaview, Belfast Játékvezető: Marta Frias Acedo (spanyol) |

| 2017. augusztus 28. 17:00 |

| PK-35 Vantaa | 1–2               | KKPK Medyk Konin          |
| ------------ | ----------------- | ------------------------- |
| Franssi 39'  | (1–1) Jegyzőkönyv | Balcerzak 4' Pakulska 77' |

| Solitude, Belfast Játékvezető: Sofia Karagiorgi (ciprusi) |

| 2017. augusztus 28. 17:00 |

| Linfield FC | 1–3               | Shelbourne                          |
| ----------- | ----------------- | ----------------------------------- |
| Bell 83'    | (0–0) Jegyzőkönyv | Donnolly 63' Mooney 88' Prior 90+3' |

| Seaview, Belfast Játékvezető: Désirée Grundbacher (svájci) |

### 5. csoport
| Csapat            | M | Gy | D | V | G+ | G– | Gk  | P |
| ----------------- | - | -- | - | - | -- | -- | --- | - |
| Apóllon Lemeszú   | 3 | 3  | 0 | 0 | 14 | 1  | +13 | 9 |
| SK Sturm Graz     | 3 | 2  | 0 | 1 | 8  | 5  | +3  | 6 |
| NSZA Szófia       | 3 | 1  | 0 | 2 | 2  | 7  | -5  | 3 |
| FC Noroc Nimoreni | 3 | 0  | 0 | 3 | 0  | 11 | -11 | 0 |

| 2017. augusztus 22. 16:45 |

| Apóllon Lemeszú                         | 4–0               | NSZA Szófia |
| --------------------------------------- | ----------------- | ----------- |
| Ayane 10' Molin 16' Lagonia 36' Rus 65' | (3–0) Jegyzőkönyv |             |

| Makareio Stadion, Nicosia Játékvezető: Lois Otte (belga) |

| 2017. augusztus 22. 20:00 |

| SK Sturm Graz                      | 4–0               | FC Noroc Nimoreni |
| ---------------------------------- | ----------------- | ----------------- |
| Naschenweng 60' 81' Kofler 66' 70' | (0–0) Jegyzőkönyv |                   |

| Makareio Stadion, Nicosia Játékvezető: Tanja Subotič (szlovén) |

| 2017. augusztus 25. 16:45 |

| NSZA Szófia  | 1–3               | SK Sturm Graz                             |
| ------------ | ----------------- | ----------------------------------------- |
| Radoyska 22' | (0–0) Jegyzőkönyv | Frieser 21' Naschenweng 30' Cancienne 56' |

| Makareio Stadion, Nicosia Játékvezető: Tanja Subotič (szlovén) |

| 2017. augusztus 25. 20:0 |

| Apóllon Lemeszú                                   | 6–0               | FC Noroc Nimoreni |
| ------------------------------------------------- | ----------------- | ----------------- |
| Lagonia 6' Ayane 21' 26' 49' Rus 64' Iordanou 84' | (3–0) Jegyzőkönyv |                   |

| Makareio Stadion, Nicosia Játékvezető: Marta Huerta De Aza (spanyol) |

| 2017. augusztus 28. 17:00 |

| SK Sturm Graz   | 1–4               | Apóllon Lemeszú                            |
| --------------- | ----------------- | ------------------------------------------ |
| Naschenweng 55' | (0–2) Jegyzőkönyv | Molin 16' Kynossidou 35' Ayane 40' Rus 74' |

| Makareio Stadion, Nicosia Játékvezető: Lois Otte (belga) |

| 2017. augusztus 28. 17:00 |

| FC Noroc Nimoreni | 0–1               | NSZA Szófia   |
| ----------------- | ----------------- | ------------- |
|                   | (0–1) Jegyzőkönyv | Koshuleva 42' |

| THOI Lakatamia Stadion, Nicosia Játékvezető: Marta Huerta De Aza (spanyol) |

### 6. csoport
| Csapat                | M | Gy | D | V | G+ | G– | Gk  | P |
| --------------------- | - | -- | - | - | -- | -- | --- | - |
| FK Minszk             | 3 | 2  | 1 | 0 | 13 | 0  | +13 | 7 |
| FC Zürich             | 3 | 2  | 1 | 0 | 7  | 1  | +6  | 7 |
| NK Olimpija Ljubljana | 3 | 1  | 0 | 2 | 2  | 7  | -5  | 3 |
| Birkirkara FC         | 3 | 0  | 0 | 3 | 0  | 14 | -14 | 0 |

| 2017. augusztus 22. 13:00 |

| FC Zürich        | 2–1               | NK Olimpija Ljubljana |
| ---------------- | ----------------- | --------------------- |
| Ramseier 55' 83' | (0–0) Jegyzőkönyv | Mori 57'              |

| ŽŠD Ljubljana Stadium, Ljubljana Játékvezető: Eleni Lampadariou (görög) |

| 2017. augusztus 22. 17:15 |

| FK Minszk                                                                                         | 8–0               | Birkirkara FC |
| ------------------------------------------------------------------------------------------------- | ----------------- | ------------- |
| Pilipenka 8' 11' 15' Linnik 21' Himics 25' (11-esből) 69' Duben 41' (11-esből) Miroshnichenko 87' | (6–0) Jegyzőkönyv |               |

| ŽŠD Ljubljana Stadium, Ljubljana Játékvezető: Elvira Nurmustafina (kazak) |

| 2017. augusztus 25. 13:00 |

| FC Zürich                                          | 5–0               | Birkirkara FC |
| -------------------------------------------------- | ----------------- | ------------- |
| Willi 12' Stierli 40' 43' Moser 73' 89' (11-esből) | (3–0) Jegyzőkönyv |               |

| ŽŠD Ljubljana Stadium, Ljubljana Játékvezető: Viola Raudziņa (litván) |

| 2017. augusztus 25. 17:15 |

| NK Olimpija Ljubljana | 0–5               | FK Minszk                                                 |
| --------------------- | ----------------- | --------------------------------------------------------- |
|                       | (0–1) Jegyzőkönyv | Borisenko 30' Pilipenka 52' Abambila 68' Himics 88' 90+1' |

| ŽŠD Ljubljana Stadium, Ljubljana Játékvezető: Elvira Nurmustafina (kazak) |

| 2017. augusztus 28. 17:00 |

| FK Minszk | 0–0               | FC Zürich |
| --------- | ----------------- | --------- |
|           | (0–0) Jegyzőkönyv |           |

| ŽŠD Ljubljana Stadium, Ljubljana Játékvezető: Eleni Lampadariou (görög) |

| 2017. augusztus 28. 17:00 |

| Birkirkara FC | 0–1               | NK Olimpija Ljubljana |
| ------------- | ----------------- | --------------------- |
|               | (0–0) Jegyzőkönyv | Golob 90+3'           |

| Stožice Stadion, Ljubljana Játékvezető: Viola Raudziņa (litván) |

### 7. csoport
| Csapat      | M | Gy | D | V | G+ | G– | Gk  | P |
| ----------- | - | -- | - | - | -- | -- | --- | - |
| Stjarnan    | 3 | 3  | 0 | 0 | 21 | 0  | +21 | 9 |
| ŽNK Osijek  | 3 | 2  | 0 | 1 | 11 | 1  | +10 | 6 |
| KÍ Klaksvík | 3 | 1  | 0 | 2 | 6  | 14 | -8  | 3 |
| ŽFK Istatov | 3 | 0  | 0 | 3 | 1  | 24 | -23 | 0 |

| 2017. augusztus 22. 16:00 |

| Stjarnan                                                                         | 9–0               | KÍ Klaksvík |
| -------------------------------------------------------------------------------- | ----------------- | ----------- |
| Albertsdóttir 8' Óladóttir 31' 41' Henry 35' 69' Björnsdóttir 44' Pedersen 90+7' | (5–0) Jegyzőkönyv |             |

| Stadion Gradski vrt, Eszék Játékvezető: Lorraine Clark (skót) |

| 2017. augusztus 22. 20:15 |

| ŽNK Osijek                                                        | 7–0               | ŽFK Istatov |
| ----------------------------------------------------------------- | ----------------- | ----------- |
| Balić 10' 59' 77' Nevrkla 45+2' Andrlić 79' Jakovac 89' Lojna 90' | (2–0) Jegyzőkönyv |             |

| Stadion Gradski vrt, Eszék Játékvezető: Maria Marotta (olasz) |

| 2017. augusztus 25. 16:00 |

| Stjarnan | 11–0              | ŽFK Istatov |
| --- | ----------------- | ----------- |
| White 17' Ásbjörnsdóttir 31' 43' 62' Óladóttir 42' 45+3' Henry 47' 51' 53' Gudrunardóttir 87' Krsteska 90+1' | (5–0) Jegyzőkönyv |             |

| Stadion Gradski vrt, Eszék Játékvezető: Melis Özçiğdem (török) |

| 2017. augusztus 25. 20:15 |

| KÍ Klaksvík | 0–4               | ŽNK Osijek                                    |
| ----------- | ----------------- | --------------------------------------------- |
|             | (0–1) Jegyzőkönyv | Andrlić 8' Bojčić 67' Nevrkla 70' Jakovac 85' |

| Stadion Gradski vrt, Eszék Játékvezető: Maria Marotta (olasz) |

| 2017. augusztus 28. 17:00 |

| ŽNK Osijek | 0–1               | Stjarnan           |
| ---------- | ----------------- | ------------------ |
|            | (0–0) Jegyzőkönyv | Ásbjörnsdóttir 69' |

| Stadion Gradski vrt, Eszék Játékvezető: Lorraine Clark (skót) |

| 2017. augusztus 28. 17:00 |

| ŽFK Istatov  | 1–6               | KÍ Klaksvík                                          |
| ------------ | ----------------- | ---------------------------------------------------- |
| Jakovska 37' | (0–3) Jegyzőkönyv | Lakjuni 12' 45+1' 64' 66' Jacobsen 29' Klakstein 83' |

| Stadion HNK Cibalia, Eszék Játékvezető: Melis Özçiğdem (török) |

### 8. csoport
| Csapat        | M | Gy | D | V | G+ | G– | Gk | P |
| ------------- | - | -- | - | - | -- | -- | -- | - |
| BIIK Kazygurt | 3 | 3  | 0 | 0 | 6  | 1  | +5 | 9 |
| Sporting CP   | 3 | 2  | 0 | 1 | 7  | 3  | +4 | 6 |
| MTK Hungária  | 3 | 1  | 0 | 2 | 2  | 5  | -3 | 3 |
| KFF Hajvalia  | 3 | 0  | 0 | 3 | 1  | 7  | -6 | 0 |

| 2017. augusztus 22. 17:00 |

| BIIK Kazygurt       | 2–1               | Sporting CP |
| ------------------- | ----------------- | ----------- |
| Ihezuo 7' Adule 83' | (1–1) Jegyzőkönyv | Silva 10'   |

| Hévízi úti stadion, Budapest Játékvezető: Zuzana Kováčová (szlovák) |

| 2017. augusztus 22. 17:00 |

| MTK Hungária       | 2–0               | KFF Hajvalia |
| ------------------ | ----------------- | ------------ |
| Szabó 60' Méry 83' | (0–0) Jegyzőkönyv |              |

| Hidegkuti Nándor Stadion, Budapest Játékvezető: Eleni Antoniou (görög) |

| 2017. augusztus 25. 17:00 |

| BIIK Kazygurt | 1–0               | KFF Hajvalia |
| ------------- | ----------------- | ------------ |
| Gabelia 14'   | (1–0) Jegyzőkönyv |              |

| Hévízi úti stadion, Budapest Játékvezető: Galiya Echeva (bolgár) |

| 2017. augusztus 25. 17:00 |

| Sporting CP             | 2–0               | MTK Hungária |
| ----------------------- | ----------------- | ------------ |
| Leite 61' Carvalhas 79' | (0–0) Jegyzőkönyv |              |

| Hidegkuti Nándor Stadion, Budapest Játékvezető: Eleni Antoniou (görög) |

| 2017. augusztus 28. 17:00 |

| MTK Hungária | 0–3               | BIIK Kazygurt                    |
| ------------ | ----------------- | -------------------------------- |
|              | (0–1) Jegyzőkönyv | Ihezuo 38' Gabelia 48' Szőcs 53' |

| Hidegkuti Nándor Stadion, Budapest Játékvezető: Zuzana Kováčová (szlovák) |

| 2017. augusztus 28. 17:00 |

| KFF Hajvalia | 1–4               | Sporting CP                                  |
| ------------ | ----------------- | -------------------------------------------- |
| Shala 17'    | (0–1) Jegyzőkönyv | Silva 11' Leite 40' Pinto 62' (11-esből) 64' |

| Hévízi úti stadion, Budapest Játékvezető: Galiya Echeva (bolgár) |

### 9. csoport
| Csapat               | M | Gy | D | V | G+ | G– | Gk  | P |
| -------------------- | - | -- | - | - | -- | -- | --- | - |
| Avaldsnes IL         | 3 | 3  | 0 | 0 | 10 | 3  | +7  | 9 |
| ŽFK Spartak Subotica | 3 | 2  | 0 | 1 | 13 | 3  | +10 | 6 |
| ŽFK Breznica         | 3 | 0  | 1 | 2 | 3  | 10 | -7  | 1 |
| Kirjat Gat           | 3 | 0  | 1 | 2 | 5  | 15 | -10 | 1 |

| 2017. augusztus 22. 17:00 |

| ŽFK Spartak Subotica                                                      | 7–1               | Kirjat Gat    |
| ------------------------------------------------------------------------- | ----------------- | ------------- |
| Dorine 13' Slović 22' 11' Radojičić 25' 26' Marcela 48' Filipović 60' 70' | (4–0) Jegyzőkönyv | Schulmann 45' |

| Gradski stadion, Nikšić Játékvezető: Paula Brady (ír) |

| 2017. augusztus 22. 17:30 |

| Avaldsnes IL             | 2–1               | ŽFK Breznica  |
| ------------------------ | ----------------- | ------------- |
| Gielnik 33' Thorsnes 75' | (1–1) Jegyzőkönyv | Djurković 22' |

| Podgorica városi stadion, Podgorica Játékvezető: Tania Fernandes Morai (luxemburgi) |

| 2017. augusztus 25. 11:00 |

| Kirjat Gat                          | 2–6               | Avaldsnes IL                                                |
| ----------------------------------- | ----------------- | ----------------------------------------------------------- |
| Efraim 57' (11-esből) Schulmann 64' | (1–4) Jegyzőkönyv | Luana 8' Thorsnes 17' Rosa 19' Pedersen 41' 72' Gielnik 55' |

| Gradski stadion, Nikšić Játékvezető: Tania Fernandes Morai (luxemburgi) |

| 2017. augusztus 25. 17:30 |

| ŽFK Spartak Subotica                                                           | 6–0               | ŽFK Breznica |
| ------------------------------------------------------------------------------ | ----------------- | ------------ |
| Pavlović 4' Slović 29' (11-esből) 43' Radojičić 30' Dorine 76' Krstanovska 90' | (3–0) Jegyzőkönyv |              |

| Podgorica városi stadion, Podgorica Játékvezető: Ana Aguiar (portugál) |

| 2017. augusztus 28. 17:00 |

| Avaldsnes IL           | 2–0               | ŽFK Spartak Subotica |
| ---------------------- | ----------------- | -------------------- |
| Daiane 19' Logarzo 67' | (1–0) Jegyzőkönyv |                      |

| Gradski stadion, Nikšić Játékvezető: Paula Brady (ír) |

| 2017. augusztus 28. 17:00 |

| ŽFK Breznica                    | 2–2               | Kirjat Gat               |
| ------------------------------- | ----------------- | ------------------------ |
| Jankov 29' (11-esből) Bojat 36' | (2–2) Jegyzőkönyv | Schulmann 10' Efraim 30' |

| Podgorica városi stadion, Podgorica Játékvezető: Ana Aguiar (portugál) |

### 10. csoport
| Csapat           | M | Gy | D | V | G+ | G– | Gk  | P |
| ---------------- | - | -- | - | - | -- | -- | --- | - |
| PAÓK PAE         | 3 | 3  | 0 | 0 | 12 | 0  | +12 | 9 |
| Vllaznia Shkodër | 3 | 2  | 0 | 1 | 3  | 1  | +2  | 6 |
| SFK 2000         | 3 | 1  | 0 | 2 | 3  | 4  | -1  | 3 |
| SC Bettembourg   | 3 | 0  | 0 | 3 | 0  | 13 | -13 | 0 |

| 2017. augusztus 22. 11:00 |

| PAÓK PAE                                                              | 8–0               | SC Bettembourg |
| --------------------------------------------------------------------- | ----------------- | -------------- |
| Dimitrijević 7' 61' Vardali 10' 72' Brame 49' Panteliadou 51' 75' 88' | (2–0) Jegyzőkönyv |                |

| Asim Ferhatović Hase Stadium, Szarajevó Játékvezető: Graziella Pirriatore (olasz) |

| 2017. augusztus 22. 17:00 |

| SFK 2000 | 0–1               | Vllaznia Shkodër |
| -------- | ----------------- | ---------------- |
|          | (0–0) Jegyzőkönyv | Doci 90+2'       |

| Asim Ferhatović Hase Stadium, Szarajevó Játékvezető: Vivian Peeters (holland) |

| 2017. augusztus 25. 11:00 |

| SFK 2000                                    | 3–0               | SC Bettembourg |
| ------------------------------------------- | ----------------- | -------------- |
| Kapetanović 19' Kuljanin 54' Al. Spahić 78' | (1–0) Jegyzőkönyv |                |

| Asim Ferhatović Hase Stadium, Szarajevó Játékvezető: Rebecca Welch (angol) |

| 2017. augusztus 25. 17:00 |

| Vllaznia Shkodër | 0–1               | PAÓK PAE                 |
| ---------------- | ----------------- | ------------------------ |
|                  | (0–0) Jegyzőkönyv | Gkatsou 90+2' (11-esből) |

| Asim Ferhatović Hase Stadium, Szarajevó Játékvezető: Graziella Pirriatore (olasz) |

| 2017. augusztus 28. 17:00 |

| PAÓK PAE                            | 3–0               | SFK 2000 |
| ----------------------------------- | ----------------- | -------- |
| Brame 16' Strantzali 51' Markou 58' | (1–0) Jegyzőkönyv |          |

| Asim Ferhatović Hase Stadium, Szarajevó Játékvezető: Vivian Peeters (holland) |

| 2017. augusztus 28. 17:00 |

| SC Bettembourg | 0–2               | Vllaznia Shkodër      |
| -------------- | ----------------- | --------------------- |
|                | (0–2) Jegyzőkönyv | Maliqi 9' Maksuti 23' |

| Stadion Grbavica, Szarajevó Játékvezető: Rebecca Welch (angol) |

## A második helyezettek rangsorolása
Annak érdekében, hogy meghatározzák a selejtező körből a legjobb második helyezett csapatot, amely még tovább juthat. Ezt úgy határozzák meg, hogy a második helyezett csapat eredményeit veszik figyelembe a csoport első és harmadik helyezettjeivel szemben.
| Pozíció | Csoport | Csapat               | Pontok |
| ------- | ------- | -------------------- | ------ |
| 1.      | 6       | FC Zürich            | 4      |
| 2.      | 9       | ŽFK Spartak Subotica | 3      |
| 3.      | 7       | ŽNK Osijek           | 3      |
| 4.      | 1       | Konak Belediyespor   | 3      |
| 5.      | 8       | Sporting CP          | 3      |
| 6.      | 10      | Vllaznia Shkodër     | 3      |
| 7.      | 5       | SK Sturm Graz        | 3      |
| 8.      | 3       | Standard Liège       | 3      |
| 9.      | 2       | Hibernian LFC        | 2      |
| 10.     | 4       | Shelbourne           | 2      |

## Főtábla
| Kiemelt csapatok | Nem kiemelt csapatok |
| --- | --- |
| - Olympique Lyon - VfL Wolfsburg - Rosengård - Barcelona - Fortuna Hjørring - Bayern München - Brøndby - Zürich† - FK Rosszijanka - Manchester City - Glasgow City - Zvezda Perm - Brescia - Slavia Praha - Sparta Praha - Linköping | - Chelsea - Montpellier - Lillestrøm - BIIK Kazygurt† - Apóllon Lemeszú† - St. Pölten - Atlético Madrid - Olimpia Cluj† - Medyk Konin† - Gintra Universitetas† - Stjarnan† - Fiorentina - Avaldsnes† - FK Minszk† - PAÓK† - Ajax† |

Megjegyzés
† A selejtező körből.

### 16 közé jutásért

#### Párosítások
| 1. csapat            | Össz.     | 2. csapat        | 1. mérk. | 2. mérk. |
| -------------------- | --------- | ---------------- | -------- | -------- |
| Stjarnan             | 5–1       | FK Rosszijanka   | 1–1      | 4–0      |
| Fiorentina           | 2–1       | Fortuna Hjørring | 2–1      | 0–0      |
| Apóllon Lemeszú      | 0–4       | Linköping        | 0–1      | 0–3      |
| Montpellier          | 2–1       | Zvezda Perm      | 0–1      | 2–0      |
| BIIK Kazygurt        | 4–4 (ig.) | Glasgow City     | 3–0      | 1–4      |
| Gintra Universitetas | 3–2       | Zürich           | 1–1      | 2–1      |
| Atlético Madrid      | 2–15      | VfL Wolfsburg    | 0–3      | 2–12     |
| Lillestrøm           | 3–1       | Brøndby          | 0–0      | 3–1      |
| Ajax                 | 1–2       | Brescia          | 1–0      | 0–2      |
| St. Pölten           | 0–6       | Manchester City  | 0–3      | 0–3      |
| Chelsea              | 2–2 (ig.) | Bayern München   | 1–0      | 1–2      |
| FK Minszk            | 4–7       | Slavia Praha     | 1–3      | 3–4      |
| Medyk Konin          | 0–14      | Olympique Lyon   | 0–5      | 0–9      |
| PAÓK                 | 0–8       | Sparta Praha     | 0–5      | 0–3      |
| Olimpia Cluj         | 0–5       | Rosengård        | 0–1      | 0–4      |
| Avaldsnes            | 0–6       | Barcelona        | 0–4      | 0–2      |

#### Mérkőzések
| 2017. október 5. 21:15 |

| Stjarnan                      | 1–1               | FK Rosszijanka |
| ----------------------------- | ----------------- | -------------- |
| Ásbjörnsdóttir 22' (11-esből) | (1–0) Jegyzőkönyv | Sadrina 48'    |

| Stjörnuvöllur, Garðabær Játékvezető: Barbara Poxhofer (osztrák) |

| 2017. október 11. 16:00 |

| FK Rosszijanka | 0–4               | Stjarnan                                                |
| -------------- | ----------------- | ------------------------------------------------------- |
|                | (0–1) Jegyzőkönyv | Þorsteinsdóttir 41' 49' Ásbjörnsdóttir 54' Ananyeva 63' |

| Arena Himki, Himki Játékvezető: Sarah Garratt (angol) |

| 2017. október 4. 20:30 |

| Fiorentina              | 2–1               | Fortuna Hjørring |
| ----------------------- | ----------------- | ---------------- |
| Vigilucci 39' Mauro 60' | (1–0) Jegyzőkönyv | Bruun 73'        |

| Artemio Franchi Stadion, Firenze Játékvezető: Sofia Karagiorgi (ciprusi) |

| 2017. október 11. 20:00 |

| Fortuna Hjørring | 0–0               | Fiorentina |
| ---------------- | ----------------- | ---------- |
|                  | (0–0) Jegyzőkönyv |            |

| Hjørring Stadion, Hjørring Játékvezető: Bibiana Steinhaus (német) |

| 2017. október 4. 16:00 |

| Apóllon Lemeszú | 0–1               | Linköping |
| --------------- | ----------------- | --------- |
|                 | (0–0) Jegyzőkönyv | Minde 58' |

| Makário Stadion, Nicosia Játékvezető: Ivana Martinčić (horvát) |

| 2017. október 11. 18:00 |

| Linköping                | 3–0               | Apóllon Lemeszú |
| ------------------------ | ----------------- | --------------- |
| Arnth 10' Hurtig 72' 76' | (1–0) Jegyzőkönyv |                 |

| Linköping Aréna, Linköping Játékvezető: Maria Marotta (olasz) |

| 2017. október 4. 20:45 |

| Montpellier | 0–1               | Zvezda Perm  |
| ----------- | ----------------- | ------------ |
|             | (0–0) Jegyzőkönyv | Sembrant 64' |

| Stade de la Mosson, Montpellier Játékvezető: Sara Persson (svéd) |

| 2017. október 11. 18:00 |

| Zvezda Perm | 0–2               | Montpellier       |
| ----------- | ----------------- | ----------------- |
|             | (0–0) Jegyzőkönyv | Jakobsson 52' 71' |

| Szapszan Aréna, Moszkva Játékvezető: Urbán Eszter (magyar) |

| 2017. október 4. 11:00 |

| BIIK Kazygurt                         | 3–0               | Glasgow City |
| ------------------------------------- | ----------------- | ------------ |
| Kirgizbaeva 48' Korte 54' Gabelia 58' | (0–0) Jegyzőkönyv |              |

| Kazsimukan Munajtpaszov Stadion, Simkent Játékvezető: Eleni Antoniou (görög) |

| 2017. október 12. 20:30 |

| Glasgow City                 | 4–1               | BIIK Kazygurt |
| ---------------------------- | ----------------- | ------------- |
| Grant 43' 51' 63' Murray 59' | (1–1) Jegyzőkönyv | Ihezuo 19'    |

| Petershill Park, Glasgow Játékvezető: Marta Huerta De Aza (spanyol) |

| 2017. október 4. 17:00 |

| Gintra Universitetas | 1–1               | FC Zürich |
| -------------------- | ----------------- | --------- |
| Coleman 23'          | (1–1) Jegyzőkönyv | Moser 18' |

| Savivaldybė Stadion, Šiauliai Játékvezető: Angelika Söder (német) |

| 2017. október 11. 19:00 |

| FC Zürich | 1–2               | Gintra Universitetas |
| --------- | ----------------- | -------------------- |
| Humm 73'  | (0–1) Jegyzőkönyv | Coleman 27' 86'      |

| Letzigrund, Zürich Játékvezető: Lois Otte (belga) |

| 2017. október 4. 19:30 |

| Atlético Madrid | 0–3               | VfL Wolfsburg                     |
| --------------- | ----------------- | --------------------------------- |
|                 | (0–0) Jegyzőkönyv | Harder 47' Meseguer 78' Pajor 86' |

| Estadio Cerro del Espino, Majadahonda Játékvezető: Florence Guillemin (francia) |

| 2017. október 11. 17:00 |

| VfL Wolfsburg | 12–2              | Atlético Madrid          |
| --- | ----------------- | ------------------------ |
| Popp 2' 15' 16' Gunnarsdóttir 8' Harder 29' 49' Jucinara 41' Dickenmann 33' 44' Wullaert 57' 83' Graham Hansen 69' | (7–1) Jegyzőkönyv | Ludmila 31' Bermúdez 76' |

| AOK Stadion, Wolfsburg Játékvezető: Justina Lavrenovaitė (litván) |

| 2017. október 4. 19:00 |

| Lillestrøm | 0–0               | Brøndby |
| ---------- | ----------------- | ------- |
|            | (0–0) Jegyzőkönyv |         |

| Åråsen Stadion, Lillestrøm Játékvezető: Désirée Grundbacher (svájci) |

| 2017. október 11. 18:00 |

| Brøndby    | 1–3               | Lillestrøm                     |
| ---------- | ----------------- | ------------------------------ |
| Larsen 61' | (0–2) Jegyzőkönyv | Berget 8' Bachor 21' Haavi 66' |

| Brøndby Stadion, Brøndby Játékvezető: Eleni Lampadariou (görög) |

| 2017. október 4. 19:30 |

| AFC Ajax   | 1–0               | Brescia |
| ---------- | ----------------- | ------- |
| Bakker 88' | (0–0) Jegyzőkönyv |         |

| Sportpark De Toekomst, Ouder-Amstel Játékvezető: Lorraine Clark (skót) |

| 2017. október 11. 20:30 |

| Brescia                   | 2–0               | AFC Ajax |
| ------------------------- | ----------------- | -------- |
| Daleszczyk 23' Mendes 83' | (1–0) Jegyzőkönyv |          |

| Stadio Mario Rigamonti, Brescia Játékvezető: Volha Tsiareshka (fehérorosz) |

| 2017. október 4. 20:15 |

| St. Pölten | 0–3               | Manchester City                    |
| ---------- | ----------------- | ---------------------------------- |
|            | (0–3) Jegyzőkönyv | Stokes 23' Houghton 31' Parris 35' |

| NV Aréna, Sankt Pölten Játékvezető: Sandra Bastos (portugál) |

| 2017. október 12. 20:00 |

| Manchester City                 | 3–0               | St. Pölten |
| ------------------------------- | ----------------- | ---------- |
| Parris 35' Scott 44' Lawley 85' | (2–0) Jegyzőkönyv |            |

| Akadémia Stadion, Manchester Játékvezető: Monika Mularczyk (lengyel) |

| 2017. október 4. 20:05 |

| Chelsea    | 1–0               | Bayern München |
| ---------- | ----------------- | -------------- |
| Spence 10' | (1–0) Jegyzőkönyv |                |

| Kingsmeadow, Kingston upon Thames Játékvezető: Olga Zadinová (cseh) |

| 2017. október 11. 19:00 |

| Bayern München          | 2–1               | Chelsea   |
| ----------------------- | ----------------- | --------- |
| Davison 76' Voňková 83' | (0–0) Jegyzőkönyv | Kirby 60' |

| Grünwalder Stadion, München Játékvezető: Kulcsár Katalin (magyar) |

| 2017. október 4. 17:30 |

| FK Minszk  | 1–3               | Slavia Praha                           |
| ---------- | ----------------- | -------------------------------------- |
| Himics 60' | (0–1) Jegyzőkönyv | Svitková 28' Cahynová 74' Divišová 80' |

| Minszk Stadion, Minszk Játékvezető: Ivana Projkovska (macedón) |

| 2017. október 11. 18:30 |

| Slavia Praha                     | 4–3               | FK Minszk                                        |
| -------------------------------- | ----------------- | ------------------------------------------------ |
| Svitková 7' 63' 85' Cahynová 82' | (1–2) Jegyzőkönyv | Duben 4'} Himics 34' (11-esből)} Ogbiagbevha 90' |

| Eden Aréna, Prága Játékvezető: Ewa Augustyn (lengyel) |

| 2017. október 4. 15:30 |

| Medyk Konin | 0–5               | Olympique Lyon                                 |
| ----------- | ----------------- | ---------------------------------------------- |
|             | (0–3) Jegyzőkönyv | Hegerberg 11' 29' 67' Renard 32' Le Sommer 83' |

| Stadion im. Złotej Jedenastki Kazimierza Górskiego w Koninie, Konin Játékvezető: Anastasia Romanyuk (ukrán) |

| 2017. október 11. 18:30 |

| Olympique Lyon                                                                             | 9–0               | Medyk Konin |
| ------------------------------------------------------------------------------------------ | ----------------- | ----------- |
| Majri 22' Hegerberg 29' 39' Bronze 32' Renard 38' 62' 88' Abily 43' Kumagai 65' (11-esből) | (6–0) Jegyzőkönyv |             |

| Parc Olympique Lyonnais, Décines-Charpieu Játékvezető: Vivian Peeters (holland) |

| 2017. október 4. 16:00 |

| PAÓK | 0–5               | Sparta Praha                                        |
| ---- | ----------------- | --------------------------------------------------- |
|      | (0–2) Jegyzőkönyv | Martínková 14' 45+1' 87' Hälinen 61' Kladrubská 82' |

| Túmbasz Stadion, Szaloniki Játékvezető: Ifeoma Kulmala (finn) |

| 2017. október 11. 18:00 |

| Sparta Praha                | 3–0               | PAÓK |
| --------------------------- | ----------------- | ---- |
| Stašková 27' 88' Mocová 61' | (1–0) Jegyzőkönyv |      |

| Generali Arena, Prága Játékvezető: Rebecca Welch (angol) |

| 2017. október 5. 15:30 |

| Olimpia Cluj | 0–1               | Rosengård  |
| ------------ | ----------------- | ---------- |
|              | (0–1) Jegyzőkönyv | Wieder 35' |

| Kolozsvár Aréna, Kolozsvár Játékvezető: Petra Pavlíková (szlovák) |

| 2017. október 11. 19:00 |

| Rosengård                                               | 4–0               | Olimpia Cluj |
| ------------------------------------------------------- | ----------------- | ------------ |
| Mittag 37' Landeka 63' Folkesson 75' Viggósdóttir 90+2' | (1–0) Jegyzőkönyv |              |

| Malmö IP, Malmö Játékvezető: Efthalía Míci (görög) |

| 2017. október 4. 18:00 |

| Avaldsnes | 0–4               | Barcelona                                               |
| --------- | ----------------- | ------------------------------------------------------- |
|           | (0–1) Jegyzőkönyv | Martens 19' Duggan 70' Andressa Alves 75' Caldentey 81' |

| Haugesund Stadion, Haugesund Játékvezető: Silvia Domingos (portugál) |

| 2017. október 11. 18:30 |

| Barcelona              | 2–0               | Avaldsnes |
| ---------------------- | ----------------- | --------- |
| Martens 52' Losada 57' | (0–0) Jegyzőkönyv |           |

| Mini Estadi, Barcelona Játékvezető: Graziella Pirriatore (olasz) |

### Nyolcaddöntők
| 1. csapat            | Össz. | 2. csapat       | 1. mérk. | 2. mérk. |
| -------------------- | ----- | --------------- | -------- | -------- |
| Sparta Praha         | 1–4   | Linköping       | 1–1      | 0–3      |
| Gintra Universitetas | 0–9   | Barcelona       | 0–6      | 0–3      |
| Chelsea              | 4–0   | Rosengård       | 3–0      | 1–0      |
| Lillestrøm           | 1–7   | Manchester City | 0–5      | 1–2      |
| Brescia              | 2–9   | Montpellier     | 2–3      | 0–6      |
| BIIK Kazygurt        | 0–16  | Olympique Lyon  | 0–7      | 0–9      |
| Fiorentina           | 3–7   | VfL Wolfsburg   | 0–4      | 3–3      |
| Stjarnan             | 1–2   | Slavia Praha    | 1–2      | 0–0      |

#### Mérkőzések
| 2017. november 8. 18:00 |

| Sparta Praha | 1–1               | Linköping  |
| ------------ | ----------------- | ---------- |
| Strom 47'    | (0–0) Jegyzőkönyv | Hurtig 54' |

| Generali Arena, Prága Játékvezető: Désirée Grundbacher (svájci) |

| 2017. november 15. 18:00 |

| Linköping                         | 3–0               | Sparta Praha |
| --------------------------------- | ----------------- | ------------ |
| Hurtig 18' Minde 78' Sørensen 86' | (1–0) Jegyzőkönyv |              |

| Linköping Aréna, Linköping Játékvezető: Angelika Söder (német) |

| 2017. november 8. 17:00 |

| Gintra Universitetas | 0–6               | Barcelona                                                        |
| -------------------- | ----------------- | ---------------------------------------------------------------- |
|                      | (0–2) Jegyzőkönyv | Bonmatí 36' Caldentey 44' 57' Duggan 68' García 82' Andonova 89' |

| Savivaldybė Stadion, Šiauliai Játékvezető: Lorraine Clark (skót) |

| 2017. november 15. 18:30 |

| Barcelona                              | 3–0               | Gintra Universitetas |
| -------------------------------------- | ----------------- | -------------------- |
| Putellas 35' Duggan 44' Alekperova 76' | (2–0) Jegyzőkönyv |                      |

| Mini Estadi, Barcelona Játékvezető: Urbán Eszter (magyar) |

| 2017. november 8. 20:05 |

| Chelsea                             | 3–0               | Rosengård |
| ----------------------------------- | ----------------- | --------- |
| Kirby 33' Bachmann 66' Flaherty 73' | (0–2) Jegyzőkönyv |           |

| Kingsmeadow, Kingston upon Thames Játékvezető: Bibiana Steinhaus (német) |

| 2017. november 15. 18:30 |

| Rosengård | 0–1               | Chelsea        |
| --------- | ----------------- | -------------- |
|           | (0–0) Jegyzőkönyv | Csi Szojun 53' |

| Malmö IP, Malmö Játékvezető: Esther Staubli (svájci) |

| 2017. november 9. 18:30 |

| Lillestrøm | 0–5               | Manchester City                                                |
| ---------- | ----------------- | -------------------------------------------------------------- |
|            | (0–2) Jegyzőkönyv | Stokes 26' Christiansen 40' (11-esből) Emslie 69' Ross 74' 78' |

| Åråsen Stadion, Lillestrøm Játékvezető: Stéphanie Frappart (francia) |

| 2017. november 16. 20:00 |

| Manchester City             | 2–1               | Lillestrøm |
| --------------------------- | ----------------- | ---------- |
| Christiansen 46' Parris 73' | (0–0) Jegyzőkönyv | Berget 17' |

| Akadémia Stadion, Manchester Játékvezető: Olga Zadinová (cseh) |

| 2017. november 8. 15:00 |

| Brescia        | 2–3               | Montpellier                              |
| -------------- | ----------------- | ---------------------------------------- |
| Girelli 8' 37' | (2–2) Jegyzőkönyv | Blackstenius 30' Cayman 42' Sembrant 58' |

| Stadio Tullio Saleri, Lumezzane Játékvezető: Jana Adámková (cseh) |

| 2017. november 15. 20:45 |

| Montpellier                                                            | 6–0               | Brescia |
| ---------------------------------------------------------------------- | ----------------- | ------- |
| Dekker 19' Jakobsson 25' Veje 37' Toletti 67' Léger 81' Torrecilla 85' | (3–0) Jegyzőkönyv |         |

| Stade de la Mosson, Montpellier Játékvezető: Kulcsár Katalin (magyar) |

| 2017. november 8. 07:00 |

| BIIK Kazygurt | 0–7               | Olympique Lyon                                                        |
| ------------- | ----------------- | --------------------------------------------------------------------- |
|               | (0–3) Jegyzőkönyv | Hegerberg 5' 19' (11-esből) 73' 90' Abily 44' Majri 47' Le Sommer 75' |

| Kazsimukan Munajtpaszov Stadion, Simkent Játékvezető: Sofia Karagiorgi (ciprus) |

| 2017. november 15. 20:30 |

| Olympique Lyon                                                                 | 9–0               | BIIK Kazygurt |
| ------------------------------------------------------------------------------ | ----------------- | ------------- |
| Majri 12' Hegerberg 32' 36' 46' 58' (11-esből) Abily 43' 69' 83' Cascarino 73' | (4–0) Jegyzőkönyv |               |

| Groupama Akadémia Stadion, Décines-Charpieu Játékvezető: Silvia Domingos (portugál) |

| 2017. november 8. 19:00 |

| Fiorentina | 0–4               | VfL Wolfsburg                             |
| ---------- | ----------------- | ----------------------------------------- |
|            | (0–0) Jegyzőkönyv | Gunnarsdóttir 49' 60' Harder 54' Popp 73' |

| Artemio Franchi Stadion, Firenze Játékvezető: Sara Persson (svéd) |

| 2017. november 15. 18:00 |

| VfL Wolfsburg                      | 3–3               | Fiorentina                      |
| ---------------------------------- | ----------------- | ------------------------------- |
| Wullaert 30' 32' Gunnarsdóttir 71' | (2–1) Jegyzőkönyv | Mauro 2' Rinaldi 60' Brazil 81' |

| AOK Stadion, Wolfsburg Játékvezető: Katerina Monzul (ukrán) |

| 2017. november 9. 20:00 |

| Stjarnan     | 1–2               | Slavia Praha                         |
| ------------ | ----------------- | ------------------------------------ |
| Pedersen 69' | (0–1) Jegyzőkönyv | Divišová 36' Svitková 71' (11-esből) |

| Stjörnuvöllur, Garðabær Játékvezető: Justina Lavrenovaitė (litván) |

| 2017. november 16. 18:30 |

| Slavia Praha | 0–0               | Stjarnan |
| ------------ | ----------------- | -------- |
|              | (0–0) Jegyzőkönyv |          |

| Eden Aréna, Prága Játékvezető: Ivana Martinčić (horvát) |

### Negyeddöntők
| 1. csapat       | Össz. | 2. csapat    | 1. mérk. | 2. mérk. |
| --------------- | ----- | ------------ | -------- | -------- |
| Montpellier     | 1–5   | Chelsea      | 0–2      | 1–3      |
| VfL Wolfsburg   | 6–1   | Slavia Praha | 5–0      | 1–1      |
| Manchester City | 7–3   | Linköping    | 2–0      | 5–3      |
| Olympique Lyon  | 3–1   | Barcelona    | 2–1      | 1–0      |

#### Mérkőzések
| 2018. március 21. 20:45 |

| Montpellier | 0–2               | Chelsea                     |
| ----------- | ----------------- | --------------------------- |
|             | (0–0) Jegyzőkönyv | Csi Szojun 49' Cuthbert 77' |

| Stade de la Mosson, Montpellier Játékvezető: Katerina Monzul (ukrán) |

| 2018. március 28. 20:05 |

| Chelsea                              | 3–1               | Montpellier   |
| ------------------------------------ | ----------------- | ------------- |
| Kirby 4' 77' (11-esből) Bachmann 50' | (1–1) Jegyzőkönyv | Jakobsson 36' |

| Kingsmeadow, Kingston upon Thames Játékvezető: Anasztaszija Pusztovojtova (orosz) |

| 2018. március 22. 18:00 |

| VfL Wolfsburg                                                | 5–0               | Slavia Praha |
| ------------------------------------------------------------ | ----------------- | ------------ |
| Harder 12' 58' Graham Hansen 13' Gunnarsdóttir 39' Pajor 85' | (3–0) Jegyzőkönyv |              |

| AOK Stadion, Wolfsburg Játékvezető: Florence Guillemin (francia) |

| 2018. március 28. 18:00 |

| Slavia Praha | 1–1               | VfL Wolfsburg |
| ------------ | ----------------- | ------------- |
| Divišová 30' | (1–0) Jegyzőkönyv | Pajor 68'     |

| Eden Aréna, Prága Játékvezető: Lina Lehtovaara (finn) |

| 2018. március 21. 20:00 |

| Manchester City                | 2–0               | Linköping |
| ------------------------------ | ----------------- | --------- |
| Parris 37' (11-esből) Ross 55' | (1–0) Jegyzőkönyv |           |

| Akadémia Stadion, Manchester Játékvezető: Stéphanie Frappart (francia) |

| 2018. március 28. 18:00 |

| Linköping                               | 3–5               | Manchester City                                       |
| --------------------------------------- | ----------------- | ----------------------------------------------------- |
| Banušić 51' 60' (11-esből) Almqvist 77' | (0–4) Jegyzőkönyv | Ross 14' Stanway 23' 33' Beattie 42' Christiansen 64' |

| Linköping Aréna, Linköping Játékvezető: Jana Adámková (cseh) |

| 2018. március 22. 18:45 |

| Olympique Lyon             | 2–1               | Barcelona    |
| -------------------------- | ----------------- | ------------ |
| Marozsán 44' Hegerberg 80' | (1–0) Jegyzőkönyv | Guijarro 72' |

| Groupama Akadémia Stadion, Décines-Charpieu Játékvezető: Pernilla Larsson (svéd) |

| 2018. március 28. 19:00 |

| Barcelona | 0–1               | Olympique Lyon |
| --------- | ----------------- | -------------- |
|           | (0–0) Jegyzőkönyv | Le Sommer 62'  |

| Mini Estadi, Barcelona Játékvezető: Sandra Bastos (portugál) |

### Elődöntők
| 1. csapat       | Össz. | 2. csapat      | 1. mérk. | 2. mérk. |
| --------------- | ----- | -------------- | -------- | -------- |
| Chelsea         | 1–5   | VfL Wolfsburg  | 1–3      | 0–2      |
| Manchester City | 0–1   | Olympique Lyon | 0–0      | 0–1      |

#### Mérkőzések
| 2018. április 22. 19:05 |

| Chelsea       | 1–3               | VfL Wolfsburg                               |
| ------------- | ----------------- | ------------------------------------------- |
| Csi Szojun 3' | (1–2) Jegyzőkönyv | Gunnarsdóttir 18' Bright 43' Dickenmann 66' |

| Kingsmeadow, Kingston upon Thames Játékvezető: Esther Staubli (svájci) |

| 2018. április 29. 17:30 |

| VfL Wolfsburg        | 2–0               | Chelsea |
| -------------------- | ----------------- | ------- |
| Harder 69' Pajor 78' | (0–0) Jegyzőkönyv |         |

| AOK Stadion, Wolfsburg Játékvezető: Olga Zadinová (cseh) |

| 2018. április 22. 14:00 |

| Manchester City | 0–0               | Olympique Lyon |
| --------------- | ----------------- | -------------- |
|                 | (0–0) Jegyzőkönyv |                |

| Akadémia Stadion, Manchester Játékvezető: Bibiana Steinhaus (német) |

| 2018. április 29. 14:45 |

| Olympique Lyon | 1–0               | Manchester City |
| -------------- | ----------------- | --------------- |
| Bronze 17'     | (1–0) Jegyzőkönyv |                 |

| Groupama Akadémia Stadion, Décines-Charpieu Játékvezető: Kulcsár Katalin (magyar) |

### Döntő
| 2018. május 24. 18:00 |

| VfL Wolfsburg | 1–4 (h. u.)       | Olympique Lyon                                    |
| ------------- | ----------------- | ------------------------------------------------- |
| Harder 93'    | (0–0) Jegyzőkönyv | Henry 98' Le Sommer 99' Hegerberg 103' Abily 116' |

| Valerij Lobanovszkij Stadion, Kijev Játékvezető: Jana Adámková (cseh) |

| A 2017–2018-as UEFA Női Bajnokok Ligája győztese |
| ------------------------------------------------ |
| Olympique Lyon 5. cím                            |